# 青岛地铁12号线
青岛地铁12号线是中华人民共和国山东省青岛市轨道交通中的一条地铁线路，该线是胶州湾西岸半环状市域快速线。

## 线路
12号线全长约56.5 km，先后贯穿黄岛区、胶州市和城阳区。线路南起金沙滩景区，沿线主要经过安子居住片区、青岛理工大学、山东科技大学、中德生态园、胶州产业新区、青岛少海风景区等区域，北止于胶东机场。
按照规划，12号线设西海岸控制中心1座（与1号线、6号线和13号线共用）；停车场1座，车辆段1座；主变电所1座，电源开闭所2座。此外，在嘉陵江西路站将会设有与13号线的联络线，12号线的南下列车可经联络线在13号线继续行驶，13号线北行列车快要到达终点站时也可经联络线继续在12号线的轨道行驶。

## 车站
12号线沿途共设24座车站，其中10座为换乘车站。

## 运营
12号线仍处于规划中，尚未开工建设或运营。

## 车辆
列车采用B型车，4节编组，设计最高运行速度120 km/h。

## 沿革
2011年7月，国家发展改革委对《环渤海地区山东半岛城市群城际轨道交通网规划》进行了批复，其后考虑到城市联系增加的需要，通过《山东省城际轨道交通网规划补充报告》增加了包括红岛至胶南城际轨道交通在内的三条线路的规划。
2014年4月24日，国家发改委批复的《环渤海地区山东省城际轨道交通网规划（调整）》远期项目中，包含红岛至胶南城际轨道交通线路。
2015年8月，青岛市地铁工程建设指挥部办公室组织编制完成《青岛市城市轨道交通线网规划调整》（2015年），2020年方案涉及地铁12号线全线。
2023年1月，青岛市人民政府印发《关于公布青岛市2023年重点项目名单的通知》。其中，市域轨道快线（西海岸金沙滩—胶东机场）项目被列入2023年重点准备类项目。